# Mankapur
Mankapur là một thị xã và là một nagar panchayat của quận Gonda thuộc bang Uttar Pradesh, Ấn Độ.

## Địa lý
Mankapur có vị trí 27°02′B 82°14′Đ / 27,03°B 82,23°Đ Nó có độ cao trung bình là 99 mét (324 feet).

## Nhân khẩu
Theo điều tra dân số năm 2001 của Ấn Độ, Mankapur có dân số 8865 người. Phái nam chiếm 54% tổng số dân và phái nữ chiếm 46%. Mankapur có tỷ lệ 70% biết đọc biết viết, cao hơn tỷ lệ trung bình toàn quốc là 59,5%: tỷ lệ cho phái nam là 76%, và tỷ lệ cho phái nữ là 63%. Tại Mankapur, 13% dân số nhỏ hơn 6 tuổi.